# Liste der 999 Frauen des Heritage Floor/Ethel Smyth
Diese Liste beschreibt das Gedeck für Ethel Smyth auf dem Tisch der Kunstinstallation The Dinner Party von Judy Chicago. Sie ist Teil der Liste der 999 Frauen des Heritage Floor, die den jeweiligen Gedecken auf dem Tisch zugeordnet sind. Die Namen der 999 Frauen befinden sich auf den Kacheln des Heritage Floor, der – unterhalb des Tisches angeordnet – zur Kunstinstallation gehört.

## Beschreibung
Die Installation besteht aus einem dreiseitigen Tisch, an dem jeweils 13 historische oder mythologische Persönlichkeiten, somit insgesamt 39 Personen, von der Urgeschichte bis zur Frauenrechtsbewegung Platz finden. Diesen Personen wurde am Tisch jeweils ein Gedeck, bestehend aus einem individuell gestalteten Tischläufer, einem individuell gestalteten Teller sowie einem Kelch, Messer, Gabel, Löffel und einer Serviette, zugeordnet. Die erste Seite des Tisches widmet sich der Urgeschichte bis zur Römischen Kaiserzeit, die zweite der Christianisierung bis zur Reformation und die dritte von der Amerikanischen Revolution bis zur Frauenbewegung. Jedem Gedeck auf dem Tisch sind weitere Persönlichkeiten zugeordnet, die auf den Fliesen des Heritage Floor, der den Raum unter dem Tisch und die Mitte des Raumes zwischen den Seite des Tisches einnimmt, einen Eintrag erhalten haben. Diese Liste erfasst die Persönlichkeiten, die dem Gedeck von Ethel Smyth zugeordnet sind. Ihr Platz befindet sich an der dritten Tischseite.

### Hinweise
Zusätzlich zu den Namen, wie sie in der deutschen Transkription oder im wissenschaftlichen Sprachgebrauch benutzt werden, wird in der Liste die Schreibweise aufgeführt, die von Judy Chicago auf den Kacheln gewählt wurde.
Die Angaben zu den Frauen, die noch keinen Artikel in der deutschsprachigen Wikipedia haben, sind durch die unter Bemerkungen angeführten Einzelnachweise referenziert. Sollten einzelne Angaben in der Tabelle nicht über die Hauptartikel referenziert sein, so sind an der entsprechenden Stelle zusätzliche Einzelnachweise angegeben. Bei Abweichungen zwischen belegten Angaben in Wikipedia-Artikeln und den Beschreibungen des Kunstwerks auf der Seite des Brooklyn Museums wird darauf zusätzlich unter Bemerkungen hingewiesen.

### Gedeck für Ethel Smyth

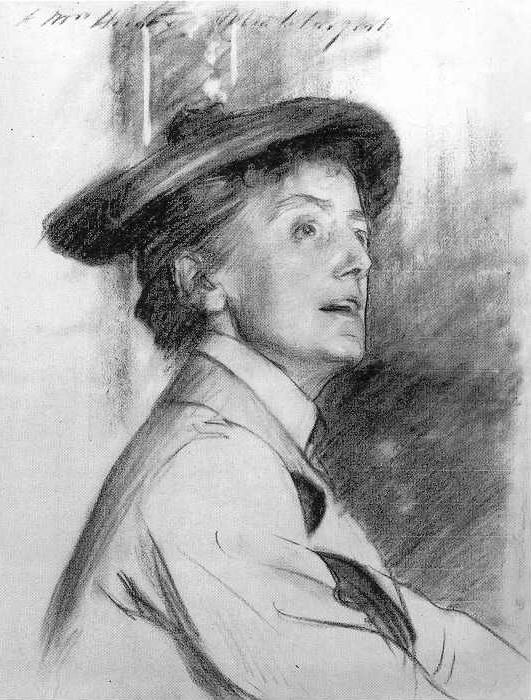
Ethel Smyth, Zeichnung von John Singer Sargent (1901)

Ethel Smyth wurde am 23. April 1858 in Sidcup geboren. Geprägt wurde sie in ihrer Kindheit von einer deutschen Gouvernante, die am Konservatorium in Leipzig studiert hatte. Sie weckte in Ethel Smyth den Wunsch, Komponistin zu werden. Smyth war ein schwieriges Kind und wurde in ein Internat zur Erziehung gegeben. Erst nachdem zwei Schwestern geheiratet hatten und man sie im Haushalt benötigte, wurde sie nach Hause zurückgeholt. Ihr Wunsch, Musik zu studieren, wurde entschieden abgelehnt, da das für ein junges Mädchen ihrer Zeit und ihres Standes völlig ungewöhnlich war. Durch häuslichen Terror wie Hungerstreik, eisernes Schweigen, Verweigerung der Teilnahme an öffentlichen Aktivitäten wie Kirch-, Dinner- und Ballbesuch setzte sie durch, nach Leipzig reisen und am dortigen Konservatorium studieren zu dürfen.
Auch dort eckte sie an. Das Studium enttäuschte sie, die Lehrer kamen zu spät zum Unterricht und interessierten sich nicht wirklich für die Arbeiten ihrer Studenten. Jedoch bekam sie Zugang zu anderen Leipziger Musikern. Durch Engelbert Röntgen, dem Leiter des Leipziger Gewandhausorchesters, wurde sie zu weiteren Kompositionen ermuntert; in ihrer ersten Klaviersonate fand er stilistische Elemente Mozarts. Sie nahm Privatunterricht bei Heinrich Aloysius von Herzogenberg, dem Präsidenten des Leipziger Bachvereins, der sie förderte, und sie freundete sich mit dessen Frau Elisabeth von Herzogenberg an. Aus dieser Freundschaft entwickelte sich ein Liebesverhältnis. Im Herbst 1882 reiste Smyth nach Florenz, dort lebte die Schwester von Elisabeth von Herzogenberg, Julia Brewster. Nachdem die eher lesbisch orientierte Smyth ein Verhältnis mit deren Mann Henry Brewster angefangen hatte, kam es zum Bruch, bei dem sich auch Elisabeth von Ethel Smyth abwandte. Darunter litt Smyth sehr. Den Kontakt zu Brewster nahm Smyth erst nach Elisabeths Tod wieder auf, es entwickelte sich eine platonische Freundschaft, die bis zum Tod von Brester im Jahr 1908 hielt.
Zunächst hatte Smyth mit ihren Kompositionen Anfang der 1890er Jahre keinen Erfolg. Sie ging zurück nach Leipzig und lernte dort den russischen Komponisten Pjotr I. Tschaikowski kennen, durch dessen Einfluss sie sich weiter entwickelte. Ihr erster großer Erfolg wurde die Messe in D (englisch Mass in D). Deren Uraufführung in der Royal Albert Hall in London ging auch auf ihre guten Beziehungen zur exilierten französischen Kaiserin Eugénie de Montijo zurück, die sich bei Königin Viktoria für Smyth eingesetzt hatte. Ethel Smyth hatte Gelegenheit, auf Schloss Balmoral Teile der Messe zu komponieren und zu spielen. Dieses Vorspiel und die Zusagen einiger Mitglieder des britischen Königshauses überzeugte die Konzertleitung der Royal Albert Hall, das Werk der noch weitgehend unbekannten Komponistin im März 1893 zur Aufführung zu bringen.

Ethel Smyth komponierte insgesamt sechs Opern, hatte es aber in England schwer, für diese ein Opernhaus zu gewinnen. Bei einer ihrer Bewerbungen in Deutschland begegnete sie dem berühmten Dirigenten Bruno Walter, der sich fortan für sie einsetzte:

„als wir uns trennten, stand ich völlig im Bann des Gehörten und ihrer Person.“

Lange hatte sich Smyth der Frauenbewegung ferngehalten, da sie als Künstlerin anerkannt sein wollte. Sie verließ sogar England im Jahr 1908, um nicht in die Auseinandersetzungen um das Frauenwahlrecht hineingezogen zu werden. Nach dem Tod von Brewster jedoch, der eine Krise bei Smyth auslöste, und nach vielen Gesprächen mit Freunden schloss sich Smyth 1910 den militanten englischen Frauenrechtlerinnen an und wurde Mitglied der Women’s Social and Political Union. Dennoch vernachlässigte sie ihre Arbeit nicht und komponierte weiterhin. Populär wurde ihr The March of Women, welcher sich als Hymne und Kampflied der Frauenrechtsbewegung etablierte. Smyth beteiligte sich im Jahr 1912 an den Steinwürfen auf die Fensterscheiben des britischen Kolonialsekretariats und wurde mit einer zweimonatigen Gefängnisstrafe belegt, die sie mit weiteren an der Aktion beteiligten Frauen im Holloway Prison verbüßte. Insgesamt unterstützte Smyth zwei Jahre lang die britische Frauenrechtsbewegung bis zum Ausbruch des Ersten Weltkriegs. Während des Krieges wurden alle Aktivitäten eingestellt und Ende des Krieges wurde den Frauen das Wahlrecht gegeben.
Smyth nahm ihre Arbeit als Komponistin wieder auf; wegen Gehörproblemen reiste sie auf Anraten ihrer Ärzte nach Ägypten, wo sie an einer neuen Oper arbeitete, danach nach Frankreich, um in Vichy von 1915 bis 1918 als Röntgenassistentin zu arbeiten. Infolge des Krieges fanden geplante Aufführungen ihrer Werke in Frankfurt und München nicht statt. In Vichy erschienen ihre autobiographischen Schriften, zudem eine Rundfunkproduktion der BBC The Prison, eine Sinfonie für Soli, Chor und Orchester. Dieses Werk entstand trotz der inzwischen fortgeschrittenen Taubheit in Erinnerung an ihren langjährigen Freund Henry Brewster.
Ethel Smyth fühlte sich in ihren späten Jahren zur deutlich jüngeren Virginia Woolf hingezogen. Sie schrieb ihr fast täglich. Woolf spottete oft über die „anstrengende“ Smyth, doch schätzte sie deren literarische Werke. Smyth starb 1944, wenige Tage, nachdem sie anlässlich der Einweihung eines Denkmals für ihre längst verstorbene Freundin Emmeline Pankhurst die Londoner Metropolitan Police Band dirigiert hatte.
Das Gedeck für Ethel Smyth auf dem Tisch der Dinner Party ist neben dem Gedeck für Sojourner Truth das zweite, welches ohne die Schmetterlingsvulva gestaltet ist. In Anerkennung ihrer Rolle als Musikerin wurde der Teller mit einem geöffneten Flügel, mit bemalten Tasten und einem Notenständer mit aufgeschlagenem Notenbuch gestaltet. Dieser steht auf einem Tischläufer, der die Form eines maßgeschneiderten Tweedanzugs zeigt, dem von Smyth bevorzugten Kleidungsstück – in ihrer Zeit ein skandalöser Kleidungsstil. In den Tischläufer sind musikalische Elemente eingearbeitet. Auf der Vorderseite sind ihr Name in ein Notenblatt und der Initial-Buchstabe „E“ in einen Notenschlüssel eingearbeitet. Auf der Rückseite des Tischläufers befindet sich ein Metronom.
| Name                           | Schreibweise auf der Kachel    | Geburtsdatum | kulturräumliche Zuordnung       | Bemerkungen | Bild |
| ------------------------------ | ------------------------------ | ------------ | ------------------------------- | --- | ---- |
| Amy Beach                      | Amy Beach                      | 1867         | Vereinigte Staaten              | Komponistin, Pianistin und die erste amerikanische Frau, die eine Sinfonie schrieb. |      |
| Antonia Bembo                  | Antonia Bembo                  | um 1640      | Republik Venedig                | Komponistin und Sängerin. |      |
| Antonia Brico                  | Antonia Brico                  | 1902         | Niederlande, Vereinigte Staaten | Erste Frau, die internationale Anerkennung als Dirigentin professioneller Symphonieorchester gewann. |      |
| Carlotta Ferrari               | Carlotta Ferrari               | 1830         | Lodi                            | Opernkomponistin. |      |
| Clara Schumann                 | Clara Schumann                 | 1819         | Königreich Preußen              | Pianistin und Komponistin; ab 1840 die Ehefrau Robert Schumanns. |      |
| Elfrida Andrée                 | Elfrida Andrée                 | 1841         | Schweden                        | Organistin und Komponistin. |      |
| Élisabeth Jacquet de La Guerre | Elisabeth de La Guerre         | 1665         | Frankreich                      | Komponistin und Cembalistin. |      |
| Fanny Hensel                   | Fanny Mendelssohn              | 1805         | Königreich Preußen              | Komponistin der deutschen Romantik. |      |
| Faustina Bordoni               | Faustina Bordoni               | 1697         | Republik Venedig                | Opernsängerin (Mezzosopran). |      |
| Jenny Lind                     | Jenny Lind                     | 1820         | Schweden                        | Opernsängerin (Sopran), die wegen ihrer kometenhaften, kontinentübergreifenden Karriere auch als „Die schwedische Nachtigall“ in die Musikgeschichte einging. |      |
| Lili Boulanger                 | Lili Boulanger                 | 1893         | Frankreich                      | Komponistin, gewann 1913 den Grand Prix de Rome als erste Frau überhaupt für ihre Komposition Faust et Hélène, eine Kantate für Mezzosopran, Tenor, Bariton und Orchester. |      |
| Louise Farrenc                 | Jeanne Louise Farrenc          | 1804         | Frankreich                      | Komponistin, Pianistin und Musikwissenschaftlerin. Sie war Professorin für Klavier am Conservatoire de Paris. |      |
| Margarete Dessoff              | Margarethe Dessoff             | 1874         | Deutsches Kaiserreich           | Chordirigentin und Gesangslehrerin. |      |
| Marguerite-Antoinette Couperin | Marguerite-Antoinette Couperin | 1705         | Frankreich                      | Cembalistin, Tochter von François Couperin, erste Hofmusikerin des Königs von Frankreich. |      |
| Marguerite-Louise Couperin     | Marguerite-Louise Couperin     | um 1675      | Frankreich                      | Sopranistin, Sängerin und Cembalistin aus der Musikerfamilie Couperin. |      |
| Maria Theresia Paradis         | Maria Theresia von Paradis     | 1759         | Österreich, Wien                | Pianistin, Komponistin, Musikpädagogin, Sängerin, seit früher Kindheit blind. |      |
| Mary Lou Williams              | Mary Lou Williams              | 1910         | Vereinigte Staaten              | Jazzmusikerin (Pianistin, Komponistin und Arrangeurin), eine der wichtigsten Wegbereiterinnen der geschlechtlichen Gleichberechtigung im Jazz, war „die einzige Stride-Pianistin, die vergleichbar mit Ellington ihren Stil ständig modernisierte und sich zuletzt auch an moderner Harmonik orientierte“. |      |
| Nadia Boulanger                | Nadia Boulanger                | 1887         | Frankreich                      | Komponistin, Pianistin, Dirigentin, Musiktheoretikerin und -pädagogin. |      |
| Rose Mooney                    | Rose Mooney                    | 1740         | Irland                          | Reisende irische Harfenistin im 18. Jahrhundert, eine Zeit, in der die Reisetradition auslief. |      |
| Sophie Drinker                 | Sophie Drinker                 | 1888         | Vereinigte Staaten              | Begründerin der musikwissenschaftlichen Frauen- und Geschlechterforschung. |      |
| Wanda Landowska                | Wanda Landowska                | 1879         | Russisches Reich                | Cembalistin und Pianistin. |      |

Einzelnachweise
1. ↑  Brooklyn Museum: Ethel Smyth. In: brooklynmuseum.org. Abgerufen am 2. November 2019.